# Sazeret
 Sazeret  là một xã ở tỉnh Allier thuộc miền trung nước Pháp.